# Warped
Singles de Red Hot Chili Peppers
Soul to Squeeze
(1993) My Friends
(1995)
Warped est une chanson des Red Hot Chili Peppers et le premier single de l'album One Hot Minute sorti en 1995. Elle est toutefois très différente des chansons auxquelles nous avaient habitués les Red Hot, notamment sur l'album Blood Sugar Sex Magik, sorti quatre ans plus tôt, puisqu'elle ne comporte pas de passages funk ou rap qui faisaient jusqu'alors la spécificité du groupe californien. Au contraire, on se rapproche du heavy metal avec des influences psychédéliques.

## Clip musical
Bien que les Red Hot Chili Peppers avaient habitué leur public à des clips pour le moins étranges, celui-ci dépasse toute entente, poussant la provocation à l'extrême. Le début calme ne laisse en rien présager la violence de la suite, où les membres apparaissent pour le moins déchainés. Anthony Kiedis (chant), se prélasse dans des postures obscènes, autour du bassiste déjanté Michael Balzary ou "Flea", et de leur guitariste inédit (il ne joua que sur cet album, remplaçant ainsi John Frusciante, parti pour désaccord avec le groupe), Dave Navarro, de l'ancien groupe Jane's Addiction. 
Mais la scène la plus mémorable, qui choqua le plus à la sortie du clip et faillit le faire censurer, est celle du baiser finale entre Anthony et Dave : "Flea, [Dave] et moi, on était censés sortir derrière un mur et nous livrer à une espèce de danse en ombres chinoises, raconte Anthony dans son autobiographie, mais comme Gavin (le beau-frère de Flea, et réalisateur du clip) trouvait qu'on était pas dedans, on est retourné se mettre en place pour recommencer. Dave m'a dit : "cette fois-ci, quand on sortira, je vais me retourner et t'embrasser pour mettre un peu de piment dans l'histoire." J'ai répondu : " D'accord bonne idée" [...] C'était déjà osé pour une vidéo rock mais en fait, il m'a roulé un gros palot bien baveux, la langue à moitié sortie. Je n'ai pas été gêné, mais simplement surpris."
Un débat se déclencha après le visionage de ce passage par la maison de disques, mais Anthony et les autres tinrent bon, et il fut conservé.